# ギュンター・ボルンカム
ギュンター・ボルンカム（Günther Bornkamm, 1905年10月8日 - 1990年2月18日）は、ドイツのプロテスタントの新約聖書学者。

## 来歴
ゲルリッツに生まれ、テュービンゲン大学でエルンスト・ケーゼマンに、マールブルク大学でエルンスト・フハスに、ゲッティンゲン大学ではハンス・コンツェルマンと共にルドルフ・ブルトマンにそれぞれ師事した。マールブルク大学で博士号を得た。
1934年にケーニヒスベルクのアルベルトゥス大学ケーニヒスベルクで教授に任命されたが、告白教会と協力したかどで1937年にナチスによって講義資格 (Habilitation) を剥奪されたため退職を余儀なくされ、一時期ビーレフェルトの神学校で教えた後、ミュンスターとドルトムントで牧師を務めた。
第二次世界大戦後、1947年より1949年までゲッティンゲン大学の教授を務め、1949年から1971年までハイデルベルク大学の新約聖書の教授の座にあった。1965年 - 1966年は学長も務めている。ハイデルベルクにて没した。
1940年代に、『マタイによる福音書』と『ルカによる福音書』の著者がどのように『マルコによる福音書』を用いて表現したかをハンス・コンツェルマンらと研究し、これが編集史研究の始まりとなった。『コリントの信徒への手紙二』の研究では、この10章から13章は第一の手紙と第二の手紙の間に書かれた厳しい手紙の一部であるという見解を示した。
兄に教会史とマルティン・ルターの研究家ハインリヒ・ボルンカム、娘にイギリス学・エジプト学者のアライダ・アスマン (Aleida Assmann) がいる。